# Chevrolet HHR
Chevrolet HHR a fost un Crossover SUV și un camion produs de General Motors din 2006 până în 2011, vehiculul a fost conceput în principal ca un concurent al Chrysler PT Cruiser și a fost proiectat după modelul Chevrolet Advance Design Suburban anși Panel. Aproximativ 800.000 de unități ale vehiculului au fost vândute în întreaga lume, vehiculul a fost în cele din urmă înlocuit de Chevrolet Orlando.

## Istoric
În 2001, Chrysler a lansat Chrysler PT Cruiser, care era un mic SUV Crossover stilat după Chrysler Airflow, vehiculul fiind conceput în cea mai mare parte de Bryan Nesbitt. În 2006, General Motors l-a angajat pe Bryan să proiecteze un vehicul în stil retro pentru ei, cu un design rotund, asemănător cu cubul. Vehiculul a fost decis să fie modelat după modelul Chevrolet Advance Design Suburban. Vehiculul a fost lansat câteva luni mai târziu și în aproximativ 10.000 de unități au fost vândute în toată lumea la scurt timp după lansare.
În 2008 a fost lansată și o versiune pentru camionetă, Chrysler planificând și o versiune pentru camionetă pentru Chrysler PT Cruiser, dar în cele din urmă au decis să nu o facă. Chevrolet HHR a fost în mare parte popular în întreaga lume, iar vânzările au fost destul de bune. În 2011, aproximativ 15.000 de unități au fost vândute în întreaga lume și General Motors înțelege că ar trebui să lanseze un vehicul cu un stil normal și nu cu un stil retro. Vehiculul a fost în cele din urmă înlocuit de Chevrolet Orlando.